# Arco diurno

Arco diurno en varias épocas del año: arco de paralelo de declinación que está sobre el horizonte y arco nocturno.

El Arco diurno es la porción de circunferencia en la esfera celeste que recorre aparentemente el sol en el horizonte desde su amanecer hasta el ocaso. Es el arco que recorre el sol sobre el horizonte. Su división en arcos de 15º define el número de horas de luz en un día solar. Su valor es mayor de 180° en los días de verano por eso los días son más largos (solsticio de verano), es igual a 180° en el equinoccio (arco diurno igual al nocturno), siendo inferior a 180° en los días de invierno hasta el solsticio de invierno. Su valor es complementario al arco nocturno.

## Formulación
Siendo el valor del arco diurno representado por {\displaystyle \alpha _{\delta }} y medido en grados. La mitad de su valor se denomina semi-arco diurno. Conociendo previamente la latitud como {\displaystyle \varphi }, así como la declinación solar {\displaystyle \delta }. Se tiene entonces que el arco diurno se puede calcular como:
{\displaystyle \cos \alpha _{\delta }=-\tan \varphi \tan \delta }
Este valor cambia cada día del año, por cambiar el valor de la declinación solar. Como en los equinoccios el valor de la declinación solar es cero, {\displaystyle \alpha _{\delta }} es igual a 180°. En los solsticios el valor de la declinación solar es igual a: {\displaystyle \pm \epsilon } la oblicuidad de la eclíptica y que en el año 2011 fue de 23° 26′ 16″. Cada día del año el sol posee un valor de declinacón y su valor suele determinarse en tablas existentes en los almanaques astronómicos o náuticos. La división en doceavas partes proporciona el sistema de horas temporarias. Los valores del arco diurno se conocían ya en la época de Alfonso X "el Sabio".

## Usos
El valor del arco diurno se emplea en muchos campos de la ciencia y la tecnología, siempre es entendido {\displaystyle \alpha _{\delta }} como la sección de un arco medido en grados que al ser dividido entre 15º proporciona el número de horas que el sol se encontrará sobre el horizonte. Este valor puede averiguarse para un lugar conociendo tan sólo su posición (latitud) y día del año (declinación solar), de esta forma puede conocerse la extensión de un día en horas. 